# Tyrannochthonius insulae
Tyrannochthonius insulae är en spindeldjursart som beskrevs av Clarence Clayton Hoff 1946. Tyrannochthonius insulae ingår i släktet Tyrannochthonius och familjen käkklokrypare. Inga underarter finns listade i Catalogue of Life.